# Sokolovna v Rakovníku
Sokolovna v Rakovníku je stavba ve stylu geometrické moderny od architekta Otakara Novotného z let 1913–1914. Sokolovna se nachází v ulici Tyršova u městských sadů v blízkosti centra města, stále je využívaná místní sokolskou jednotou a od roku 2017 je chráněna jako národní kulturní památka.

## Historie a popis
V roce 1886 věnovala rakovnická městská rada místnímu Sokolu pozemek určený pro výstavbu sokolovny. V roce 1897 byla stanovena velikost objektu a projektováním byl pověřen stavitel Donda. Výstavba sokolovny byla ovšem zahájena až 30. března 1913 podle projektu architekta Otakara Novotného. Již 20. června 1914 byla hotová stavba slavnostně otevřena v rámci sletu sokolských jednot budečské župy.
Pozoruhodná budova, která je charakteristická výrazně členěnými neomítanými průčelími z režných světle šedých šamotových cihel (objekt byl přezdíván jako „Bílý dům“), byla pak vždy využívána ke sportovním a tělovýchovným účelům, i když v souvislosti s politickými zvraty byla od roku 1941 předávána různým uživatelům či správcům. Až roku 2005 bylo právo užívání převedeno zpět na Sokol.
Promyšlené uspořádání dispozice a monumentalita stavby umožnila využívání i pro reprezentační potřeby města. V roce 1926 se zde např. uskutečnilo slavnostní uvítání prezidenta T. G. Masaryka při jeho návštěvě města. Po výtvarné stránce architekt Novotný rozvinul na budově své poznatky o stavbách s líci z režných cihel, které poznal při studijní cestě do Nizozemí a Belgie v roce 1908. Střešní štít nad vstupem je ozdoben mozaikou s emblémem sokola s rozepjatými křídly a s činkou v pařátech. Interiéry jsou zachovány téměř v intaktní nenarušené podobě a výtvarné hodnotě. Díky tomu byla nařízením vlády ze dne 20. února 2017 sokolovna vyhlášena národní kulturní památkou.